# Daredevil (3.ª temporada)
A terceira temporada da série de televisão norte-americana Daredevil, que se baseia no personagem de mesmo nome da Marvel Comics, acompanha Matt Murdock / Demolidor, um advogado de dia, que combate o crime à noite. Ela está situada no Universo Cinematográfico Marvel, compartilhando a continuidade com os filmes e outras séries de televisão da franquia. A temporada foi produzida pela Marvel Television em associação com a ABC Studios, DeKnight Prods. e Goddard Textiles, com Doug Petrie e Marco Ramirez servindo como os showrunners, e o criador da série Drew Goddard atuando como consultor.
Charlie Cox estrela Murdock, com Deborah Ann Woll, Elden Henson e Vincent D'Onofrio também retornando das temporadas anteriores; Wilson Bethel e Jay Ali se juntam a eles. A temporada foi encomendada em julho de 2016, com Oleson anunciado como novo showrunner da temporada em outubro de 2017. As filmagens começaram no mês seguinte e terminaram em junho de 2018, com a temporada adaptando elementos da história em quadrinhos "Born Again".
A temporada está programada para ser lançada em 19 de outubro de 2018.

## Episódios
Toa Fraser e Alex Garcia Lopez dirigiram episódios na temporada.

## Elenco e personagens

### Principal
- Charlie Cox como Matt Murdock / Demolidor
- Deborah Ann Woll como Karen Page
- Elden Henson como Franklin "Foggy" Nelson
- Vincent D'Onofrio como Wilson Fisk / Rei do Crime
- Wilson Bethel como Benjamin "Dex" Poindexter / Mercenário
- Jay Ali como Rahul "Ray" Nadeem
- Stephen Rider como Blake Tower
- Joanne Whalley como Maggie Grace

### Recorrente
- Peter McRobbie como Paul Lantom
- Royce Johnson como Brett Mahoney
- Danny Johnson como Benjamin Donovan
- Annabella Sciorra como Rosalie Carbone
- Geoffrey Cantor como Mitchell Ellison
- Amy Rutberg como Marci Stahl

## Produção

### Desenvolvimento
Na San Diego Comic-Con International de 2016, a Marvel e a Netflix revelaram que a série havia sido renovada para uma terceira temporada, com a expectativa de que Doug Petrie e Marco Ramirez voltassem como os showrunners da segunda temporada. Em outubro de 2017, foi anunciado que Erik Oleson substituiria Petrie e Ramirez como showrunner da temporada. A temporada ainda não estava marcada para ser lançada até o final de julho de 2018, e os críticos de televisão se perguntaram se a qualidade da temporada seria a causa disso. A vice-presidente da Netflix, Cindy Holland, respondeu que o agendamento das várias séries da Marvel e Netflix, especialmente a minissérie de crossovers The Defenders, que exigiu que os membros do elenco de todas as séries se unissem, foi o culpado pelo atraso, e que a empresa não teve problemas com a qualidade da temporada; pelo contrário, Holland descreveu a temporada como "fantástica" e sentiu que era um "verdadeiro retorno à forma" para a série.

### Escrita
No final da minissérie The Defenders, em que Matt Murdock acorda em um convento cercado por freiras após ser considerado morto, sugere que elementos da temporada seriam inspirados no arco da história de "Born Again". Charlie Cox estava animado para adaptar "Born Again", chamando-a de "uma história incrível" e que as implicações da história na temporada "seriam muito emocionantes". Ele advertiu, no entanto, que não seria uma adaptação "página por página", "porque se você fizer isso, então você se torna uma conclusão precipitada". Pode haver elementos de "Born Again", mas tenho certeza de que haverá elementos que não são familiares e surpreendentes e diferentes para que o programa seja atraente para os fãs que conhecem muito bem os quadrinhos." Oleson criou uma história original para a temporada, tirando "pedaços de algunss dos meus curtas de quadrinhos favoritos, que contavam uma história maior". Ao lançar suas ideias para a Marvel, Oleson esperava "mais resistência", mas disse que "a Marvel estava incrivelmente empolgada com o enredo" e deu a ele "total liberdade". O produtor executivo Jeph Loeb notou que apesar desta aparente liberdade, Oleson ainda era obrigado a lidar com a morte de Murdock em The Defenders, que era parte de "uma boa ideia do que a Marvel queria abordar em termos de história" antes de Oleson apresentar suas ideias.
No início da temporada, Oleson observou que Murdock seria "quebrado fisicamente, quebrado emocionalmente e quebrado espiritualmente", com seus sentidos elevados falhando. Oleson acrescentou: "Ele está com raiva de Deus, ele está com raiva do fato de que ele arriscou sua vida para fazer o trabalho de Deus, e ele está questionando se ele era ou não um tolo." Isso resulta em Murdock vestindo seu traje preto original, como ele usava na primeira temporada, desde que ele "vá para praticamente o lugar mais escuro que pode" e está em um ponto, Oleson observa, "quando ele percebe que ele é incapaz de ser o Demolidor, [e] ele preferiria apenas acabar com isso, em vez de seguir adiante em sua vida sem habilidades." Em relação ao retorno de Wilson Fisk / Rei do Crime, Oleson o chamou de "mais esperto, mais calculado e mais manipulador", e sentiu que sua inclusão permitia "contar uma história que é relevante para o mundo ao nosso redor. Eu olhei para o programa como um maneira de examinar como os tiranos manipulam a fim de impulsionar sua própria agenda e causar medo e desconfiança." Loeb sentiu que a temporada foi "de volta ao mundo da história do crime".

### Elenco
Cox, Woll, Henson e D'Onofrio retornam na temporada, reprisando os papéis de Matt Murdock / Demolidor, Karen Page, Franklin "Foggy" Nelson e Wilson Fisk / Rei do Crime, respectivamente. Em novembro de 2017, Wilson Bethel foi escalado como regular, agente do FBI, e em janeiro de 2018, Joanne Whalley foi escalada como Maggie, uma freira que se preocupa profundamente com a segurança de Murdock, e foi mencionada no final de The Defenders. Jay Ali foi escalado como Rahul "Ray" Nadeem, outro agente do FBI, em março.
Amy Rutberg também reprisa seu papel como Marci Stahl na temporada, bem como Danny Johnson interpretando Benjamin Donovan. Annabella Sciorra aparece na temporada como Rosalie Carbone, acompanhando a introdução de seu personagem na segunda temporada de Luke Cage.

### Filmagens
As filmagens para a temporada começaram em 13 de novembro de 2017, em Nova York. Uma semana de filmagens para a temporada em março de 2018 ocorreu na cidade de Windham, no estado de Nova York, com fotos que revelavam que a cidade estava representando Fagan Corners, em Vermont, a cidade natal de Karen Page nos quadrinhos. A produção pagou pela renovação de uma loja local para retratar um restaurante para a série e usou o heliporto de emergência da cidade. Locais de filmagem adicionais para a semana incluíram áreas de esqui nas proximidades e um clube de campo. As filmagens para a temporada foram concluídas em meados de junho de 2018.

## Lançamento
A terceira temporada de Daredevil está programada para ser lançada em 19 de outubro de 2018 no serviço de streaming Netflix, em todo o mundo, em 4K Ultra HD. Inicialmente pensada para ser lançada em 2017, Ted Sarandos, diretor de operações da Netflix, declarou em julho de 2016 que a temporada não iria estrear até 2018, no mínimo, após The Defenders ser lançada em 18 de agosto de 2017. Cox estava esperançoso de que a temporada iria estrear em 2018, e em outubro de 2017, a Marvel revelou que a temporada deveria ser lançada em 2018. Em meados de setembro de 2018, a data de lançamento da temporada foi revelada.

### Marketing
Em meados de junho de 2018, as discussões estavam em andamento sobre a temporada sendo promovida na San Diego Comic-Con daquele ano. Um teaser trailer para a temporada foi incluído como uma cena pós-créditos no final da segunda temporada de Iron Fist. Cox, Henson, Woll, D´Onofrio, Whalley, Bethel e Ali promoverão a temporada na New York Comic Con em 6 de outubro de 2018.